# Lisa Genova
Lisa Genova (Waltham, 22 novembre 1970) è una neuroscienziata e scrittrice statunitense.

## Biografia
Di origini bulgare ed italiane, è nata il 22 novembre 1970 in Massachusetts dove, al 2019, vive con la sua famiglia.
Laureata in neuropsichiatria ad Harvard, si è specializzata nello studio del cervello e delle sue patologie più complesse tra cui la malattia di Alzheimer.
Frutto di questi studi sono i suoi romanzi. Perdersi (Still Alice), il suo romanzo d'esordio del 2007, è diventato un caso editoriale ed è stato tradotto in trentasette lingue. Dal libro è stato tratto l'omonimo film con cui l'attrice Julianne Moore ha vinto per la sua interpretazione il premio Oscar come migliore attrice protagonista nel 2015.
Ha scritto inoltre Sinistra trascurata nel 2011, Adoro Anthony nel 2012, All'interno della O'Briens nel 2015, Ancora io, Tre sassi bianchi, La scelta di Katie.